# Willy Burmester
Carl Adolph Wilhelm ”Willy” Burmester, född 16 mars 1869 i Hamburg, död där 16 januari 1933, var en tysk violinvirtuos.
Burmester var lärjunge till Joseph Joachim. Han gav redan som barn konserter och företog efter 1886 talrika konsertresor. Han blev 1890 konsertmästare i Sonderhausen, och verkade sedan i Weimar, Helsingfors, Darmstadt och i Danmark. Burmester har komponerat och bearbetat talrika mindre virtuosstycken och en serenad för stråkkvartett med kontrabas. Han utgav 1926 en självbiografin Fünfzig Jahre Künstlerleben.